# 스로인

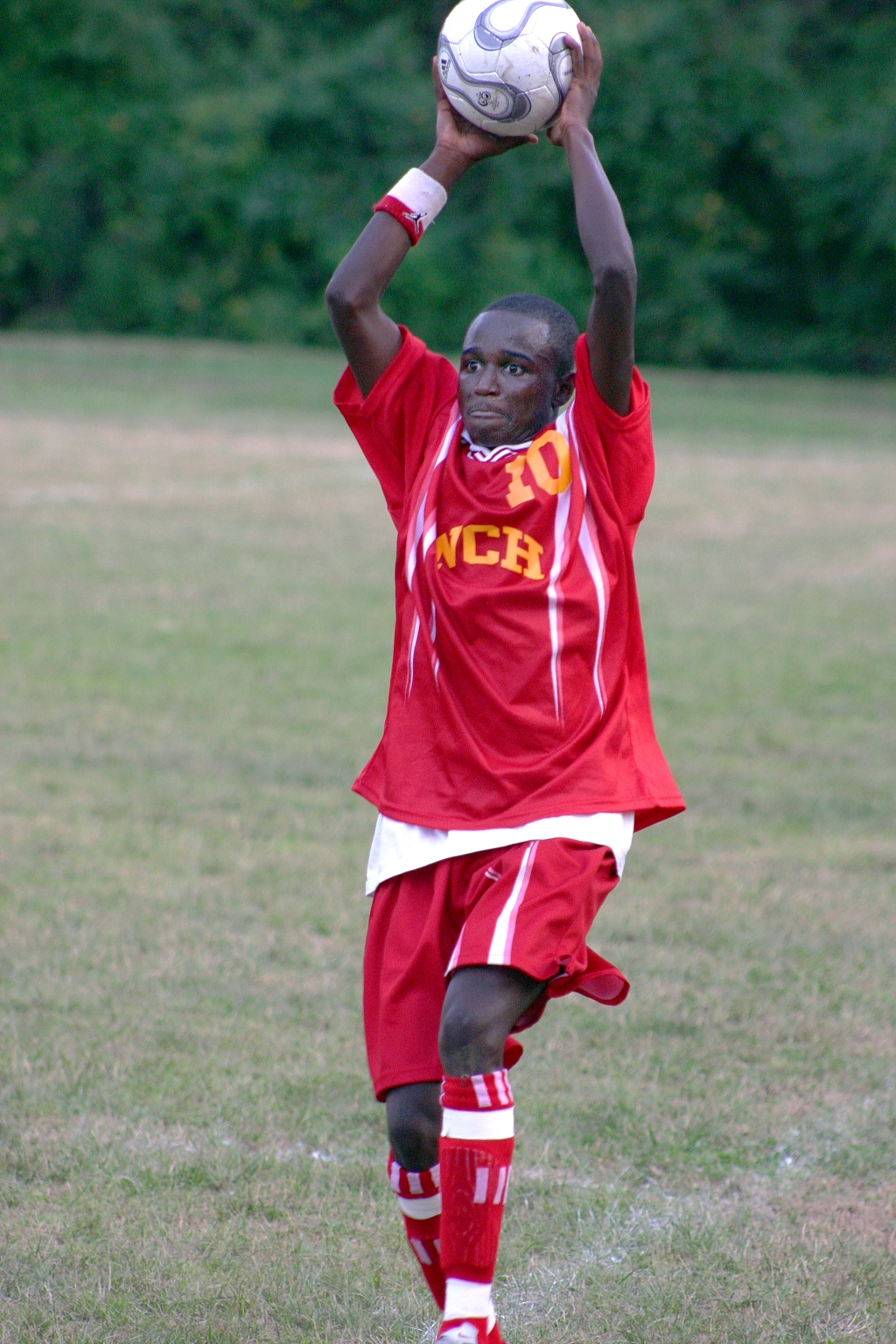
스로인

스로인(Throw-in), 또는 던지기 공격은 축구 규칙 중 하나이다. 던질 볼이 완전히 터치 라인을 넘어 갔을 때 상대팀 선수가 라인에 서서  볼을 양손으로 던져 플레이를 재개하는 것을 말한다.
두 발을 모두 붙여야 하며, 공을 반드시 머리 뒤로 넘겨야 한다. 터치 라인을 밟을 순 있지만 넘어가면 안 된다.